# Тысяча островов (соус)

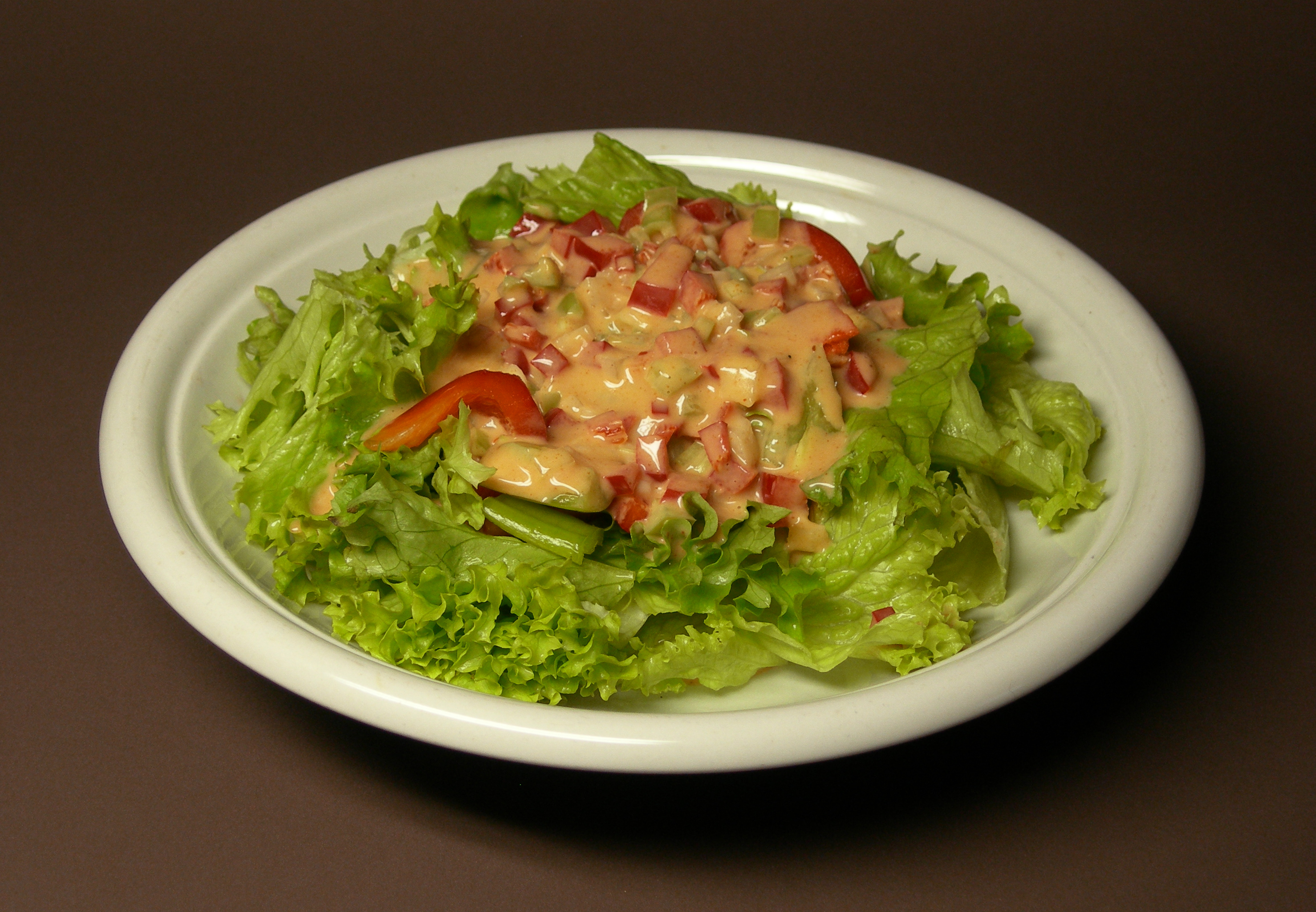
Салат с соусом «Тысяча островов»

Соус «тысяча островов» (англ. Thousand Island dressing) — классический соус для салатов в американской и канадской кухнях. В его состав традиционно входят майонез, кетчуп или томатная паста мелко рубленный красный сладкий перец. В качестве пряностей используется молотый красный перец и соус чили (например, «Табаско»). Соус также может содержать мелко рубленные солёные огурцы, пикули, зелёный лук, чеснок, зелёные оливки, сваренное вкрутую яйцо, орехи (например, грецкие орехи или каштаны) и петрушку, а также горчицу, лимонный или апельсиновый сок, вустерский соус, сливки и оливковое масло. В американской кухне с соусом «тысяча островов» сервируют не только овощные салаты, но и гамбургеры.
Своим названием соус обязан местности Тысяча островов, по которой проходит часть американско-канадской границы, где он впервые был подан в одном из местных отелей. Широкую популярность соус «Тысяча островов» обрёл, попав в меню нью-йоркского отеля «Уолдорф-Астория». Похожим на «тысячу островов» американским соусом является русский соус.